# Bannockburn-formatie

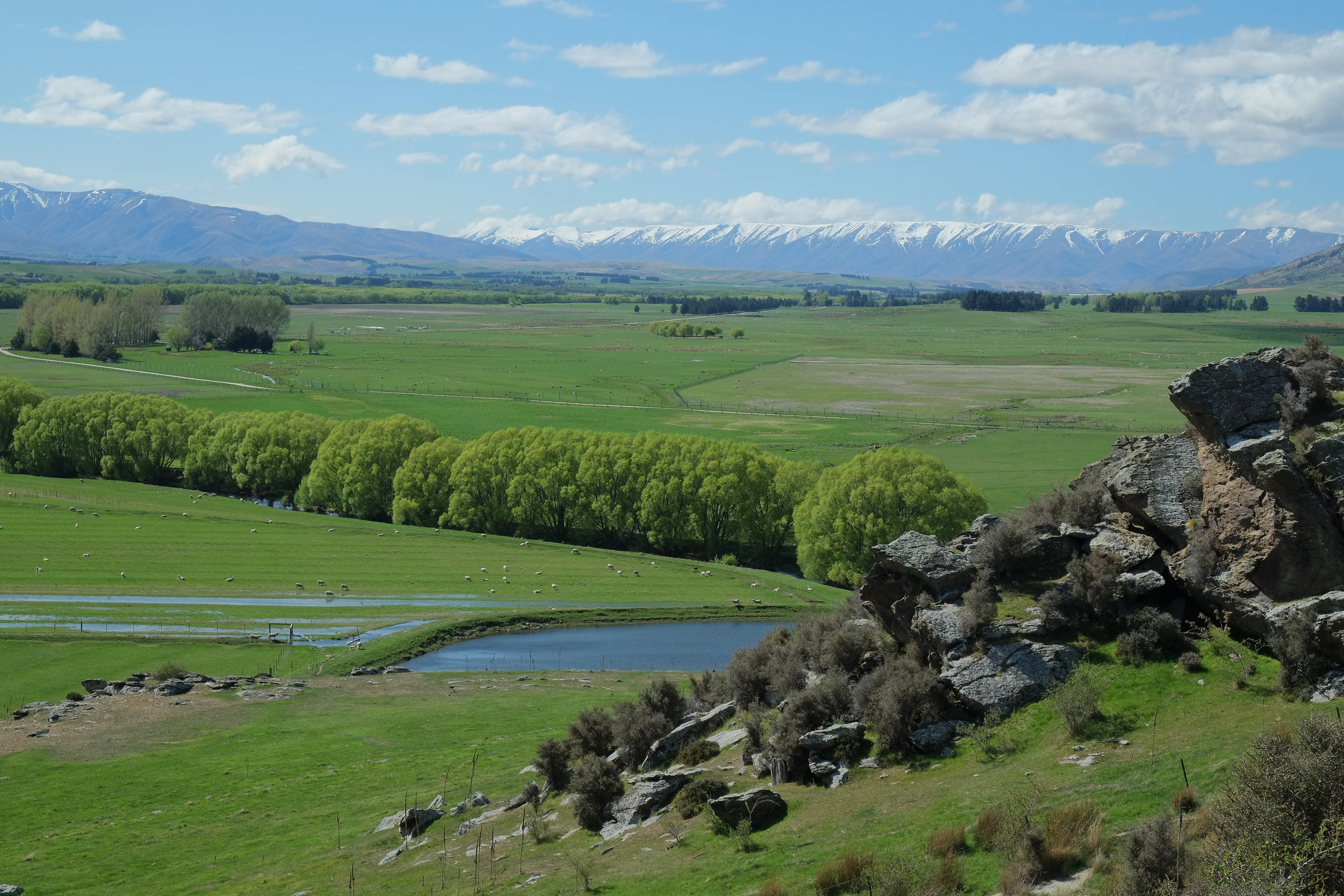
De Manuherikia-vallei, het gebied waar de Bannockburn-formatie is afgezet.

De Bannockburn-formatie is een formatie in Nieuw-Zeeland die afzettingen uit het Mioceen omvat. 

## Locatie
De Bannockburn-formatie bevindt zich nabij Saint Bathans in de regio Otago op het Zuidereiland. De formatie dateert van 16 tot 19 miljoen jaar geleden. De Bannockburn-formatie is afgezet in een gebied van een ondiep zoetwatermeer. Nieuw-Zeeland had destijds een subtropisch klimaat. Het zoetwatermeer werd omgeven door veenmoerassen met slangendennen, coniferen, eucalyptusbomen en palmen.

## Fauna
De fauna van de Bannockburn-formatie, de zogenoemde "Saint Bathans-fauna", omvat het Saint Bathans-zoogdier, vleermuizen, diverse groepen vogels, reptielen, kikkers en een groot aantal vissen. 
Het Saint Bathans-zoogdier is een laat overlevend archaïsch zoogdier uit de Theriiformes. Zowel Nieuw-Zeelandse vleermuizen als gladneuzen zijn bekend uit de Bannockburn-formatie. 
De vogels van Saint Bathans zijn moa's, de mogelijk vliegende kiwi Proapteryx, eendvogels, stormvogels, meeuwen, flamingo's, adzebills, rallen, reigers, roofvogels (een arend en een wouw), papegaaien, duiven, dwergnachtzwaluwen, salanganen en rotswinterkoningen.
De herpetofauna bestaat uit Nieuw-Zeelandse oerkikkers, brughagedissen, skinken, gekko's, slangen, schildpadden (halswenders en meiolaniiden) en tot drie meter lange krokodillen uit de Mekosuchidae.